# Márki Sándor
Márki Sándor (Kétegyháza, 1853. március 27. – Gödöllő, 1925. július 1.) történetíró, történész, egyetemi tanár, az MTA tagja (levelező: 1892, rendes: 1912). Márki István öccse.
Kutatási területe: magyar és egyetemes középkor és újkor, történeti segédtudományok, forrásismeret, hazai parasztmozgalmak és szabadságharcok, Bihar és Arad vármegyék történelme, történeti földrajz.

## Élete
Szülei Márki János és Zay Julianna voltak. 1855-től Sarkadon nevelkedett, ott kezdte az elemi iskolát, majd az utolsó évet Nagyváradon végezte. 1864-től az ottani premontrei gimnáziumban tanult. A különben példás magaviseletű, jeles tanuló 1869. május 12-én consilium abeundit (eltanácsolást) kapott, mivel a Repkény című ifjúsági lapban élesen bírálta az iskolai törvényeket, illetve magát „történésznek” aposztrofálva, álnéven ismeretterjesztő újságcikkeket adott szerkesztőségeknek. (Erről az esetről a Magyar Ujság és a Nagyváradi Lapok bőven megemlékezett.) Különben már 14 éves korában megírta Biharmegye rövid történetét, és a lapokban közölgetett egyet-mást barátja, Bölöni Sándor levéltárából és Kresznerits Ferenc levelezéseiből. Diákkorában, 1867-től 1871-ig a Méh című, kézzel írott lapot szerkesztette.
Középiskolai tanulmányait 1869-től 1871-ig Pozsonyban, a királyi gimnáziumban folytatta, az utolsó (VIII.) osztályt pedig 1871/1872-ben a pesti piarista gimnáziumban fejezte be. Ezután 1875-ig a budapesti egyetem bölcsészkarán tanult, és élénk részt vett az ifjúsági életben. Titkára, majd alelnöke volt az egyetemi körnek, elnöke a „bölcseletsegélyző egyesületnek” és alelnöke a tudományos és műegyetemi körnek. 1874–75-ben szerkesztette az Irodalmi Értesítő című lapot. 1875–1876-ban mint egyéves önkéntes tanított a gyakorló gimnáziumban, és 1876-ban középiskolai tanári oklevelet szerzett.
1876 őszén tiszti vizsgát tett, amelynek alapján 1877. július 25-én császári és királyi tartalékos, 1882. december 3-án sz. áll. honvédhadnagy s végül magyar királyi népfelkelő parancsőrtiszt lett.
1877. július 14-én rendes tanárnak nevezték ki az aradi főreáliskolához. 1878-ban doktorátust szerzett. Aradon ő volt éveken át az Orczy- és Vásárhelyi-könyvtárak őre volt, s 1881. december 15-én őt választotta titkárává az akkor alakult Kölcsey Egyesület, melynek utóbb alelnöke, 1886-ban tiszteletbeli tagja lett. 1886. szeptember 7-én a budapesti VII. kerületi gimnáziumhoz került át; 1888. január 26-án egyetemi magántanár lett, s 1892. június 30-án az egyetemes történelem rendes tanárává nevezték ki a kolozsvári egyetemre, amelynek 1896–97-ben bölcseletkari dékánja, 1914–15-ben pedig a rektora volt, a mensa academicának kezdettől fogva alelnöke. 1888 óta választmányi tagja volt a történelmi társulatnak, 1892-től pedig tagja az országos tanárvizsgáló bizottságnak; ugyanazon év május 5-én a Magyar Tudományos Akadémia levelező tagjai sorába választotta. A Magyar Földrajzi Társulatnak alapításától fogva (1872) rendes, később választmányi, 1893-ban levelező, 1896-ban tiszteletbeli tagja. 1888-ban a Szent István Társulat irodalmi és tudományos szakosztálya és az archeológiai társaság választmánya választotta taggá. Rövidebb időszakokban tanulmányutakat tett nyugat-európai országokban: Németország és Csehország (1886), Franciaország és Anglia (1889).
Részt vett 1891. szeptember 26-án a budapesti turistatársaság alapításában; elnöke volt a középiskolai tanáregyesület kolozsvári körének, az Erdélyi Múzeum-Egyesület I. szakosztályának alelnöke, tagja a pedagógiai és az erdélyi irodalmi társaságnak, tiszteleti tagja lett a Hunyad megyei történeti és régészeti társaságnak, a kolozsvári egyetemi körnek és a bölcseletsegélyező egyesületnek. Mint előadó részt vett 1885-ben az országos, 1899-ben a cividalei olasz és 1900-ban a párizsi nemzetközi történelmi kongresszuson. Arad vármegye 1885-ben és a kolozsvári egyetem 1895-ben megbízta történetük megírásával. 1896-ban Kolozsvár tiszteletbeli tanácsosa lett, és mint ilyen tartotta az emlékbeszédet a város ezredévi (1896) és unióünnepén (1898). Mint tanár majdnem minden évben nagyobb utazásokat tett a hazában vagy külföldön.
Kiváló előadó hírében állott, diákjai tisztelték és szerették. 1906-ban, pedagógusi pályájának harmincadik évfordulója alkalmából jubileumi oklevelet szerkesztettek és nyújtottak át számára.
Felesége Spilka Julianna volt.
Az első világháború után a kolozsvári Ferenc József Tudományegyetem Budapestre, majd Szegedre költözött, Márki Sándor 1921-től haláláig a szegedi Ferenc József Tudományegyetem Középkori Történeti Intézetének vezetője volt. Értékes hagyatékának jelentős részét a SZTE egyetemi könyvtár kézirattára őrzi.

## Naplói 1873–1925
Kéziratban maradt és hatalmas terjedelmű, szokatlanul részletes és informatív naplóit Erdész Ádám rendezte sajtó alá sorban, 2015-től 2023-ig, az MNL Békés Megyei Levéltár kiadásában. Az 1873 és 1925 közt szinte folyamatosan vezetett naplók a dualizmuskori világról általában véve, de a magyar értelmiségi és tudós sorsról különösen kiváló forrásnak számítanak: így pl. a tudományos közéletről, a kolozsvári egyetem működéséről, vagy a történész műhelytitkairól és kapcsolati hálójáról is rendkívül adatgazdagok. Mindemellett felfedik a dualizmuskori tudományos könyvkiadás, a hírlap- és folyóiratkiadók és -szerkesztőségek működésének apró részleteit is, bemutatják a különböző oktatási intézmények és tudományos testületek működését, s ezeken túl is, általában véve is hatalmas művelődéstörténeti és mentalitástörténeti beccsel bírnak, akár a 19. század végi és 20. század eleji mindennapi élet vonatkozásában is.
A 200 ív méretű naplósorozat külön része − az Apor Péter 1736-os neves művére utaló – Metamorphosis Transsylvaniae címet viselő iratkötet (ez magában mintegy 1850 kéziratos oldal), amelyet eleve egy, a Trianont követő hatalomváltás történetét feldolgozó majdani kötet forrásanyagának szánt Márki. Az 1918 októberétől 1921 végéig sorjázó, dokumentumokkal kiegészített terjedelmes bejegyzésekben történészként nagy figyelmet szentelt az egyetem sorsának, így a napló ezen része hiteles és gazdag krónikáját adja az 1872-ben alapított magyar egyetem felszámolásának és románná válásának.

## Művei (válogatás)

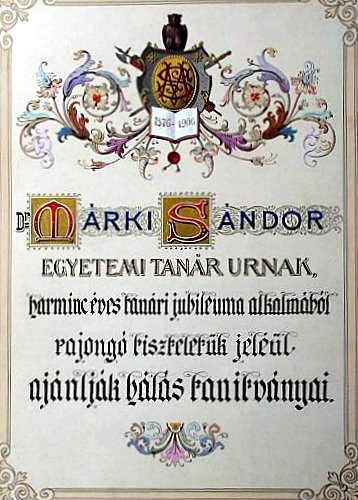
Márki Sándor kitüntetése tanítványai által, Kolozsvár, 1906

- A Fekete-Körös és vidéke. (Nagyvárad, 1877) 146 o.
- Sarkad története (Budapest, 1877) REAL-EOD
- A Fekete-Kőrös és vidéke; Hügel Ny., Nagyvárad, 1877
- Az oroszok hazánk történetében; Hügel Ny., Nagyvárad, 1877
- Bihari román írók; Hollósy, Nagyvárad, 1880
- Dósa György és forradalma; Ráth, Budapest, 1883
- Magyar Pantheon. A magyar történelem, művészet és irodalom 150 kimagasló alakja, képekben és rövid életrajzokban; Stampfel, Pozsony–Budapest, 1884
- Mária, Magyarország királynéja, 1370–1395. (Budapest, 1885) REAL-EOD
- Dósa György és forradalma (Arad, 1883)[5]
- Arad vármegye és Arad szabad királyi város története (I–II. Arad, 1892–1895)[6] REAL-EOD
- Arad vármegye és Arad szab. kir. város néprajzi leírása (Arad, 1892) REAL-EOD
- Pero lázadása[7] ([0Arad, 1893) REAL-EOD
- A francia forradalom története. 1789–1799; s. n., Kolozsvár, 1895
- A kolozsvári m. kir. Ferencz-József-Tudományegyetem története és statisztikája. Pisztory Mórral. (Kolozsvár, 1896)
- A magyar térképírás múltja és jelene (Földrajzi Közlemény, 1896)
- Európa a magyarok honfoglalása idejében; Magyar Földrajzi Társaság, Budapest, 1897
- Az 1848–49-évi szabadságharc története (Budapest, 1898)
- A modern Magyarország (1848–1896) (Budapest, 1898) (Beksics Gusztávval) REAL-EOD
- Erzsébet Magyarország királynéja (1867–1898), (Budapest, 1899) REAL-EOD
- A longobárdok hazánkban (Kolozsvár, 1899) REAL-EOD
- A középkor főbb krónikásai : a magyarok honfoglalása koráig (Budapest, 1900) REAL-EOD
- Mátyás király emlékkönyv : kolozsvári szobrának leleplezése alkalmára, Szerk. (Budapest, 1902) REAL-EOD
- II. Rákóczi Ferenc. I–III. köt. (Budapest, 1907–1910)
- Az ó- és középkor története (I–II. Budapest, 1910) REAL-EOD
- Az újkor és legújabb kor története (Budapest, 1910) REAL-EOD
- Nagy Péter cár és II. Rákóczi F. szövetsége (Budapest, 1913) REAL-EOD
- Dósa György. (Budapest, 1913) archive.org MEK
- Magyar középkor (Budapest, 1914)
- Történet és történetírás (Budapest, 1914) archive.org
- Horváth Mihály (1809–1878). (Budapest, 1917) REAL-EOD
- Római itineráriumok Magyarországról (Földrajzi Közlemény, 1926)
- Gróf Gyulai Ferenc naplója, (másolta Márki Sándor), (Budapest, 1928) REAL-EOD
- Márki Sándor naplói; sajtó alá rend., szerk. Erdész Ádám; MNL Békés Megyei Levéltára, Gyula, 2015–
  - 1. 1873–1892; 2015
  - 2. 1893–1903; 2018
  - 3. 1904–1914; 2021
  - 4. 1915–1919; 2023

## Társasági tagságai

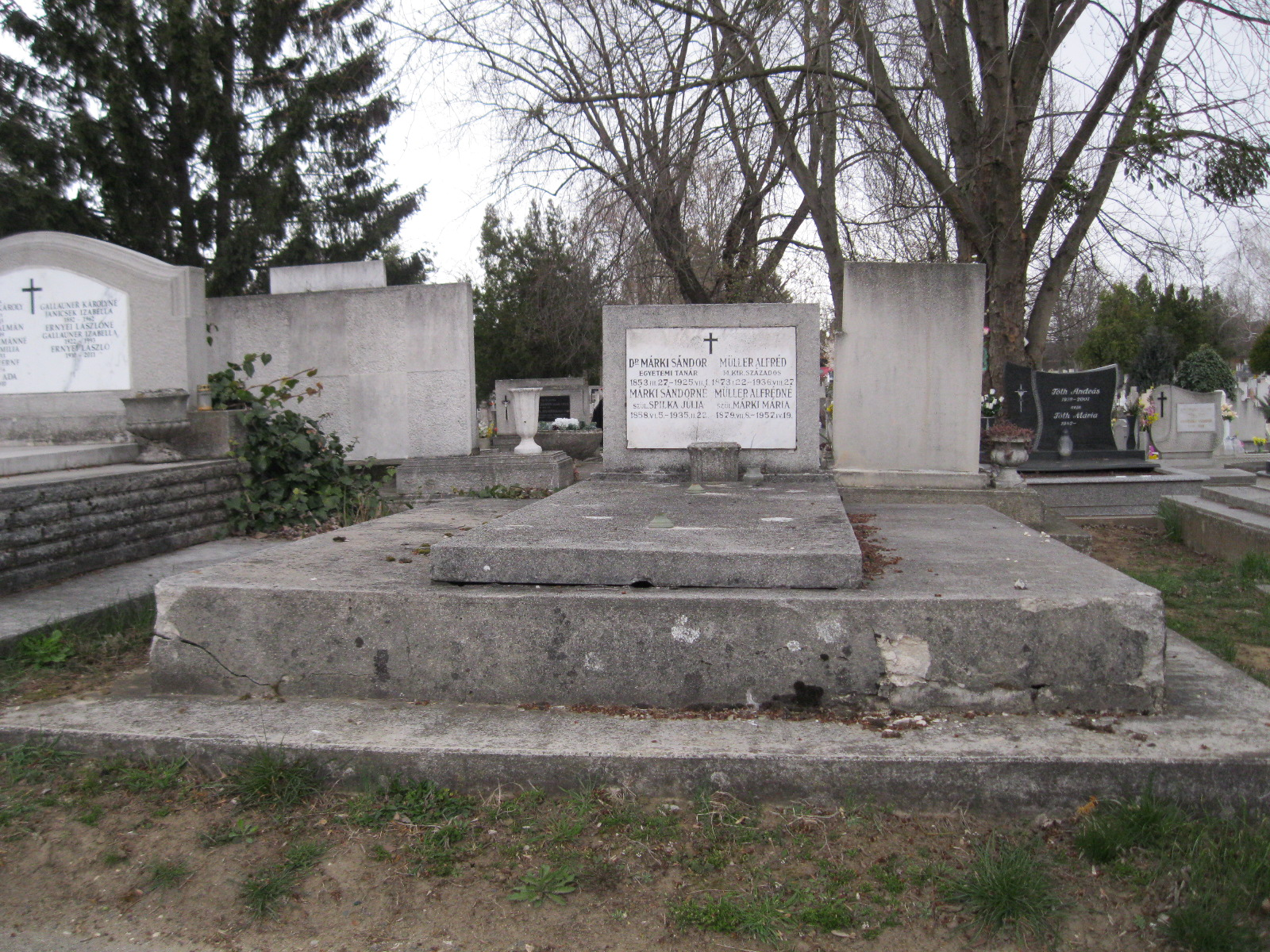
Sírja Gödöllőn

- Magyar Történelmi Társaság (választmányi tag)
- Földrajzi Társaság
- Erdélyi Múzeum-Egyesület
- Társadalomtudományi Társulat
- Pedagógiai Társaság
- Kemény Zsigmond Társaság
- Dugonics Társaság
- Mikes Kelemen Társaság